# Кльонувець
Кльонувець (пол. Klonówiec) — село в Польщі, у гміні Ліпно Лещинського повіту Великопольського воєводства.
Населення — 386 осіб (2011).
У 1975-1998 роках село належало до Лешненського воєводства.

## Демографія
Демографічна структура станом на 31 березня 2011 року:
|          | Загалом | Допрацездатний вік | Працездатний вік | Постпрацездатний вік |
| -------- | ------- | ------------------ | ---------------- | -------------------- |
| Чоловіки | 192     | 39                 | 141              | 12                   |
| Жінки    | 194     | 38                 | 124              | 32                   |
| Разом    | 386     | 77                 | 265              | 44                   |